# (473016) 2015 HD55
(473016) 2015 HD55 es un asteroide perteneciente al cinturón de asteroides, descubierto el 18 de noviembre de 2001 por el equipo del Lincoln Near-Earth Asteroid Research desde el Laboratorio Lincoln, Socorro, Nuevo México.

## Designación y nombre
Designado provisionalmente como 2015 HD55.

## Características orbitales
2015 HD55 está situado a una distancia media del Sol de 2,477 ua, pudiendo alejarse hasta 2,801 ua y acercarse hasta 2,153 ua. Su excentricidad es 0,130 y la inclinación orbital 8,322 grados. Emplea 1424 días en completar una órbita alrededor del Sol.

## Características físicas
La magnitud absoluta de 2015 HD55 es 16,7.